# Daunat
Daunat Bretagne est une entreprise agroalimentaire française, plus connue sous sa marque Daunat, dont le siège historique est situé à Guingamp dans le département des Côtes-d'Armor, en Bretagne. Elle est l'un des deux leaders français du sandwich industriel et fabrique également des salades, des burgers et des desserts. Elle est en France un des principaux acteurs du rayon snacking avec Sodebo, Mix Buffet, Charal, Le Gaulois, Lustucru… 
L'entreprise possède cinq usines en France, à  Guingamp (Côtes-d'Armor), Laon (Aisne), Chalon-sur-Saône (Saône-et-Loire), Arras (Pas-de-Calais) et Marzan (Morbihan). En 2019, elle produisait 174 millions de sandwichs, salades et snacks chauds et employait 500 salariés.
Fondée en 1970 par l'ancien coureur cycliste Jean-Claude Daunat, elle est depuis 1994 une filiale du groupe rennais Norac

## Histoire
La société Daunat Bretagne a été créée en 1970.
- 1970 : Jean-Claude Daunat, coureur cycliste professionnel, a l'idée de fabriquer des sandwichs pour les stations services en n'en trouvant pas lors de son retour de courses cyclistes[1]. Il se lance alors dans la fabrication dans son garage et propose aux stations-service de les équiper de bacs réfrigérés et de les approvisionner en sandwichs[1].
- 1976 : création de Daunat : entreprise initiatrice du sandwich pré-emballé en France[réf. nécessaire].
- 1994 : rachat de Daunat par le groupe Norac (dirigé par Bruno Caron[3] dont la fortune professionnelle est estimée à 200 millions d'euros[4]).
- 1999 : mort à 54 ans de Jean-Claude Daunat à la suite d'un malaise lors d'une sortie vélo en Bretagne
- 2010 : Daunat est le premier acteur à se lancer sur le marché des wraps[réf. nécessaire].
- 2018 : lancement de la démarche MIEUX qui pose les bases des engagements RSE[réf. nécessaire].
- 2023 : Daunat innove en lançant sa gamme de fajitas déjà garnies, à réchauffer à la poêle et à retrouver au rayon traiteur.

## Publicité et sponsoring
Daunat fait partie des sponsors du club de football de l'En avant Guingamp.
En 2022 , l'entreprise devient le sponsor de l'athlète française Sokhna Lacoste, puis cette même année devient fournisseur officiel de la Ligue de Rugby à 7.

## Direction
- 2010 - janvier 2019 : Maxime Soulas[5]
- Février 2019 - présent : Fréderic Oriol[6]

## Conflit social en 2018
En avril 2018, des ouvriers de l'usine de Laon se mettent en grève afin de dénoncer de mauvaises conditions de travail, présentant selon eux des risques pour leur santé, et réclamer une hausse de salaire. La grève aboutit à une médiation. Treize salariés sont dans la foulée mis à pied dans le cadre de procédures de licenciement pour faute lourde,,, en raison du blocage entrepris lors de la grève. Douze d'entre eux sont finalement réintégrés tandis que la dernière est licenciée après avoir refusé une mutation.

## Sanction pour entente en 2021
Le 24 mars 2021, Daunat ainsi que deux concurrents La Toque Angevine et Roland Monterrat sont sanctionnés par l'Autorité de la concurrence pour s'être entendu sur les prix de leurs produits lors des négociations avec la grande distribution et les stations services de septembre 2010 et septembre 2016. Daunat écope d'une amende de 9 millions d'euros, ayant bénéficié d'une réduction de sanction de 5 millions d’euros pour cause de difficultés financières.